# スターストラック (曲)
「スターストラック」(Starstruck)は、イヤーズ・アンド・イヤーズが2021年にリリースしたシングル。

## 概要
ミキー・ゴールドスワシーとエムレ・タークメンの脱退後、バンドがオリー・アレクサンダーのソロ・プロジェクトとなってから初のシングルとしてリリースされた。
同年の5月21日にはカイリー・ミノーグをフィーチャリングしたリミックスもリリースされた。

## 収録曲
CDシングル
1. Starstruck
2. Starstruck (Kylie Minogue Remix)
3. Starstruck (Paul Woolford Remix)
4. Starstruck (Acoustic)

## チャートと認定
| チャート (2021年)                              | 最高位 |
| ---------------------------------------------- | ------ |
| オーストラリア エアプレイ (Radiomonitor)       | 38     |
| ベルギー (Ultratip Flanders)                   | 30     |
| クロアチア (HRT)                               | 18     |
| チェコ (Rádio Top 100)                         | 43     |
| ユーロ・デジタル・ソング・セールス (Billboard) | 11     |
| アイスランド (Plötutíðindi)                    | 40     |
| アイルランド (IRMA)                            | 55     |
| 日本 ホット・オーバーシーズ (Billboard)        | 5      |
| ニュージーランド (RMNZ)                        | 24     |
| スロバキア (Rádio Top 100)                     | 43     |
| UK シングルス (OCC)                            | 31     |
| US Hot Dance/Electronic Songs (Billboard)      | 18     |

### 認定
| 国/地域                          | 認定   | 認定/売上数 |
| -------------------------------- | ------ | ----------- |
| イギリス (BPI)                   | Silver | 200,000     |
| 認定のみに基づく売上数と再生回数 |        |             |